# Megha-Tropiques
Megha-Tropiques és una missió de satèl·lit per estudiar el cicle de l'aigua en l'atmosfera tropical en el context del canvi climàtic Un esforç de col·laboració entre Indian Space Research Organisation (ISRO) i l'Agència Espacial Francesa (CNES), el Megha-Tropiques va ser desplegat amb èxit en òrbita per un coet PSLV a l'octubre de 2011.
El Megha-Tropiques va ser concebut inicialment en el 2003, però es va agafar més interès en el 2004 després de l'Índia va augmentar la seva contribució i els costos totals es van reduir. Amb els progressos realitzats per GEWEX (Global Energy and Water Cycle Experiment), el Megha-Tropiques està dissenyat per a comprendre els processos meteorològics i climàtics tropicals, mitjançant l'obtenció d'estadístiques fiables sobre el balanç d'aigua i energia de l'atmosfera tropical. El Megha-Tropiques complementa altres dades dels projectes actuals del monsó regionals com el MAHASRI i el projecte finalitzat GAME. El Megha-Tropiques també pretén descriure l'evolució dels principals sistemes meteorològics tropicals. Es posa èmfasi en el mesurament repetitiu dels tròpics.